# Le Quiou
Le Quiou é uma comuna francesa na região administrativa da Bretanha, no departamento Côtes-d'Armor. Estende-se por uma área de 5,02 km². Em 2010 a comuna tinha 322 habitantes (densidade: 64,1 hab./km²).